# Epilobium rubneri
Epilobium rubneri là một loài thực vật có hoa trong họ Anh thảo chiều. Loài này được Domin mô tả khoa học đầu tiên năm 1935.